# Přírodní rezervace Wo-lung
Přírodní rezervace Wo-lung (čínsky v českém přepisu Wo-lung c’-žan pao-chu-čchü, pchin-jinem Wòlóng zìrán bǎohùqū, znaky zjednodušené 卧龙自然保护区, tradiční 臥龍自然保護區) je chráněná oblast v okrese Wen-čchuan v čínské provincii S’-čchuan. Přírodní rezervace byla založena v roce 1963 a zaujímá plochu asi 200 000 hektarů. Ve Wo-lungu zaznamenávají více než 4000 různých druhů. Žije zde více než 150 jedinců silně ohrožené pandy velké.
Jako spolupráce mezi čínskou vládou a Světovým fondem na ochranu přírody bylo v přírodní rezervaci Wo-lung v roce 1980 založeno výzkumné centrum. Území o rozloze 200 000 ha je od roku 1979 zapsáno na seznamu biosférických rezervací UNESCO.